# Abdera viberti
Abdera viberti is een keversoort uit de familie zwamspartelkevers (Melandryidae). De wetenschappelijke naam van de soort werd in 1905 gepubliceerd door Maurice Pic.